# Altfinstermünz

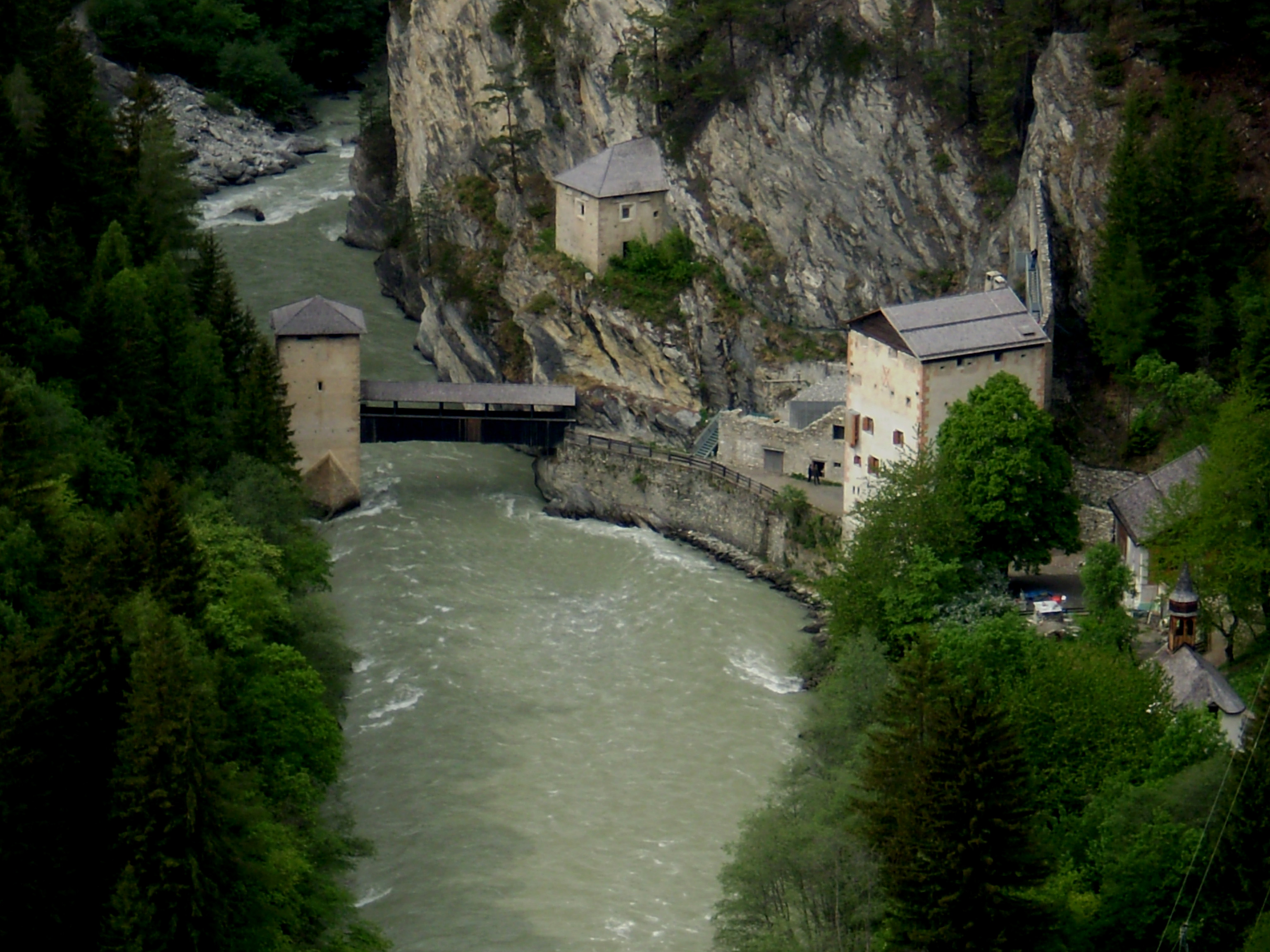
Brückenturm, Feste Siegmundsegg, Klausenturm (v. l. n. r.)

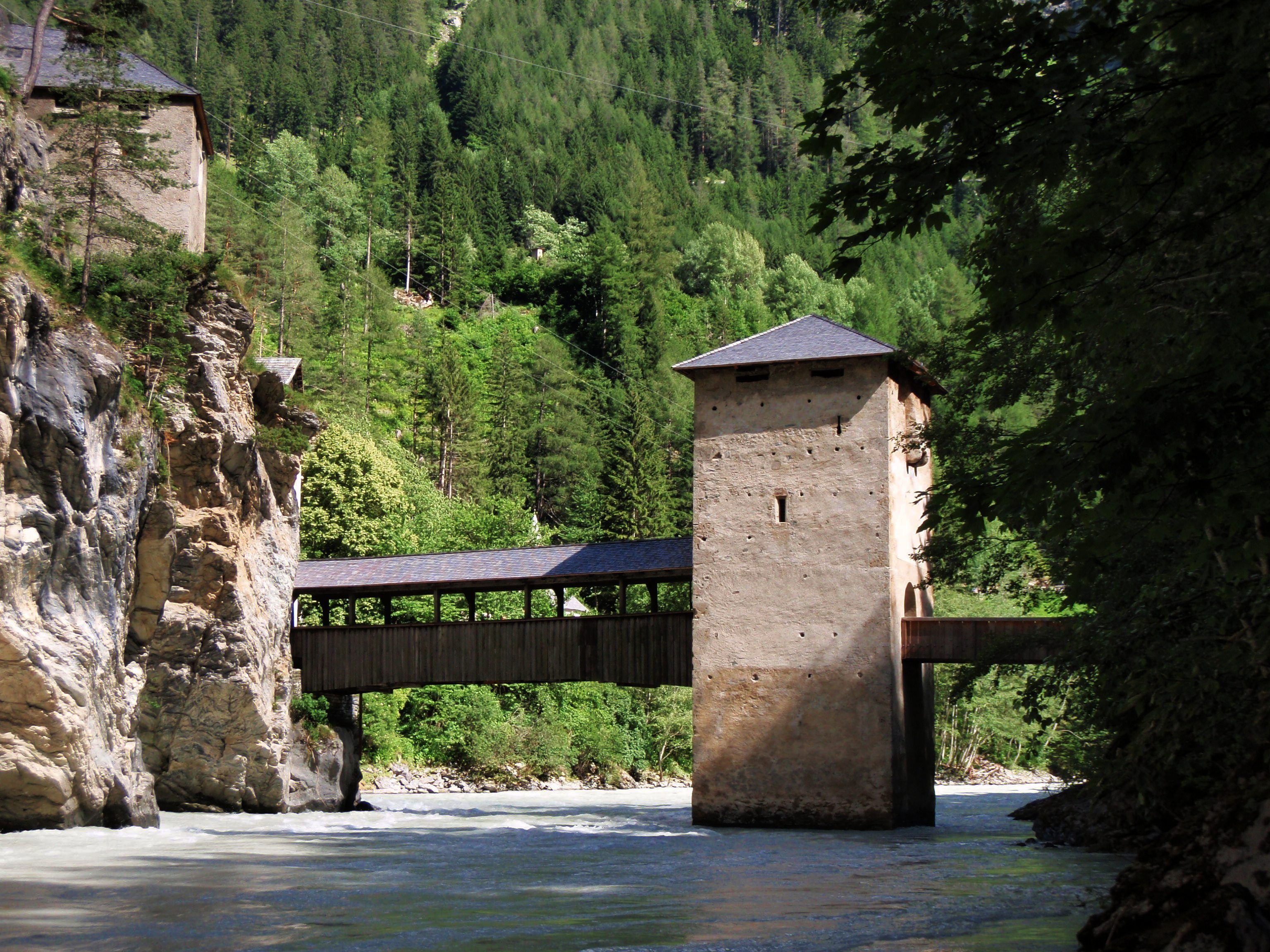
Holzbrücke über den Inn mit Brückenturm

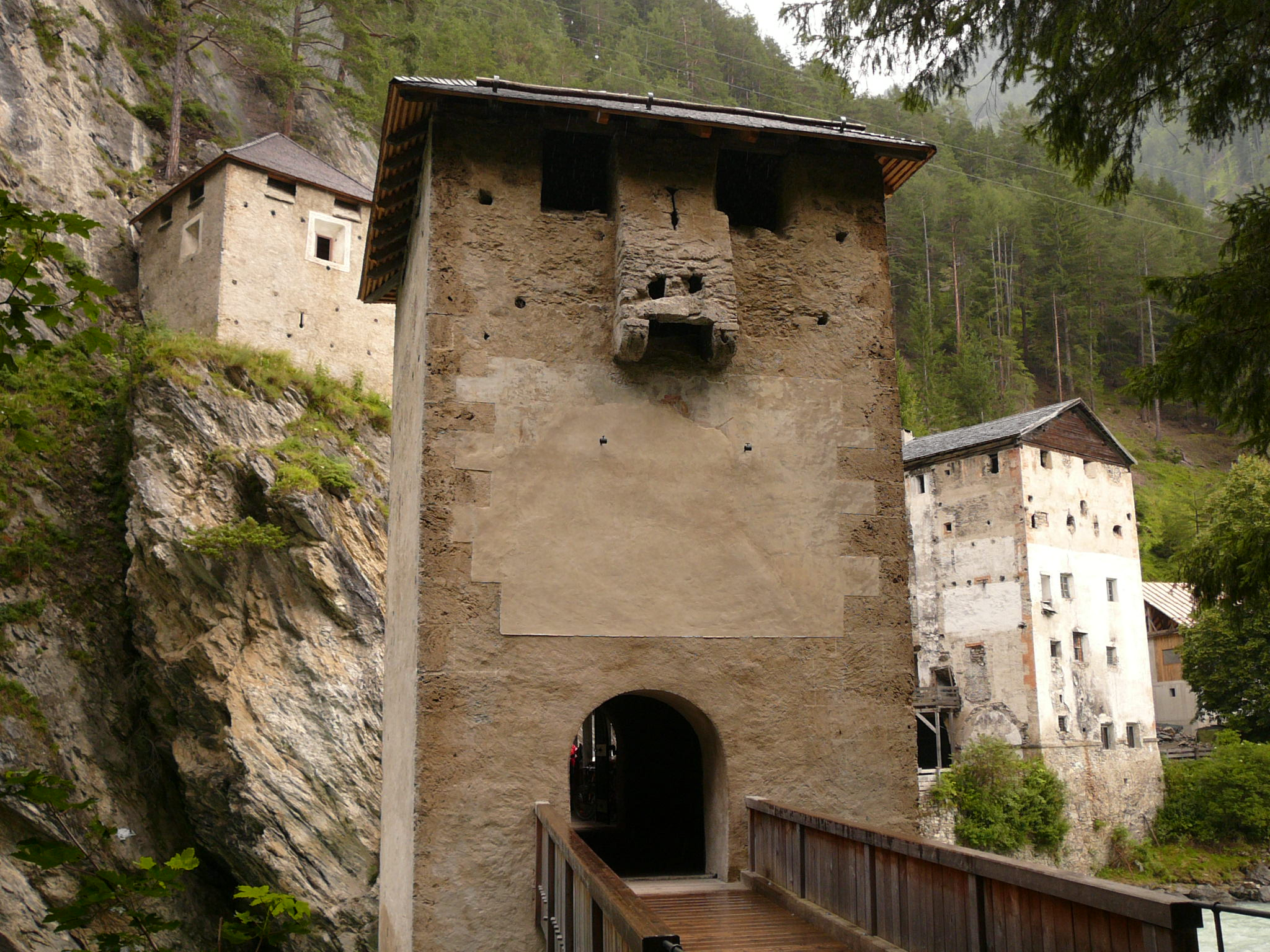
Brückenturm mitten im Inn

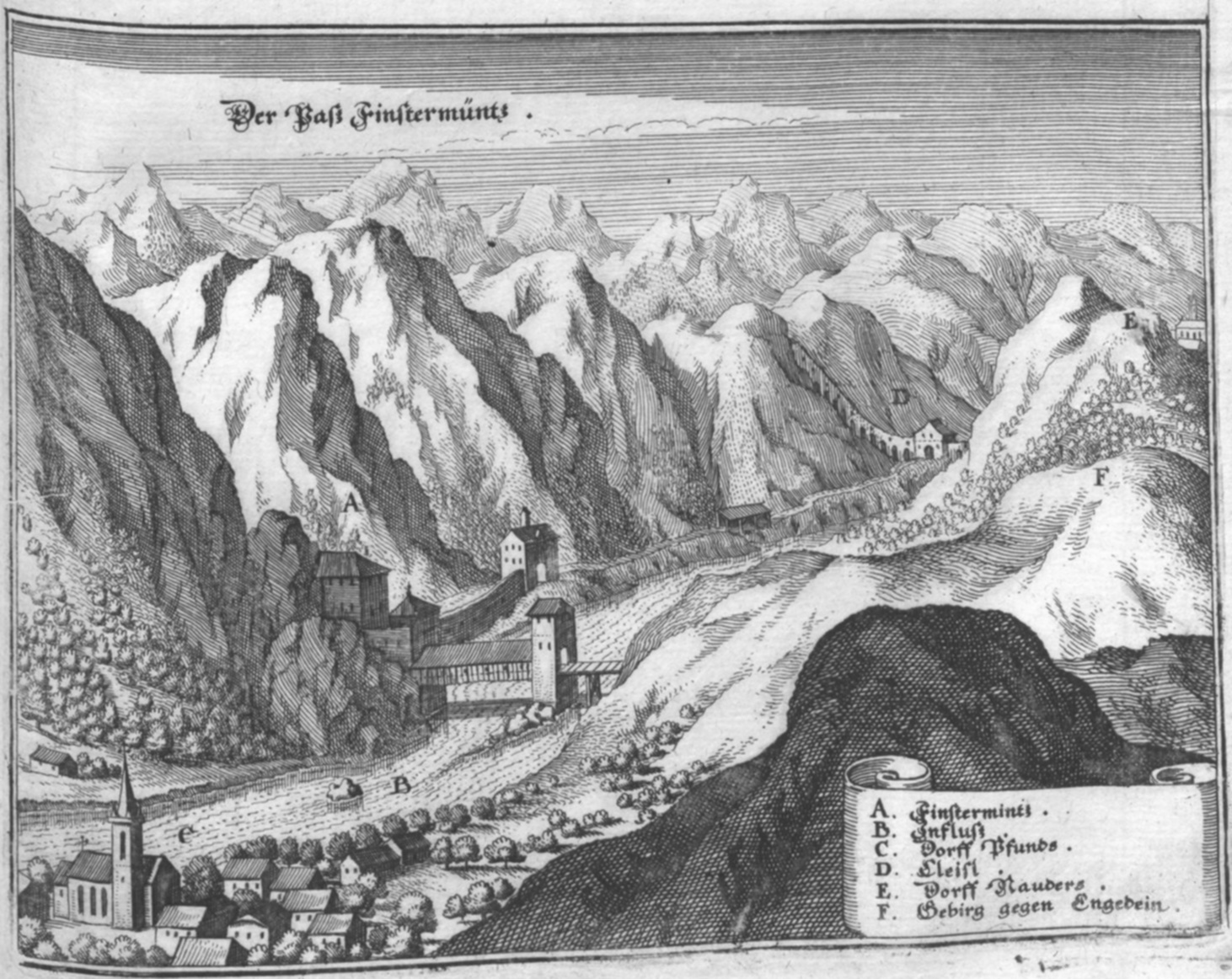
Finstermünz nach einem Stich von Matthäus Merian von 1679

Finstermünz (ab 1856 Altfinstermünz, rätoromanisch Vestmezia) ist eine mittelalterliche Gerichtsstätte und Grenzbefestigung auf der Via Claudia Augusta in der gleichnamigen Finstermünzschlucht. Die Feste liegt auf dem  Gemeindegebiet Nauders in Tirol, am Fuß des Finstermünzpasses, wo die bis 1854 benutzte alte Straße vom Reschenpass in Richtung Pfunds und Landeck den Inn erreicht, der hier die Grenze zwischen Tirol (Österreich) und Graubünden (Schweiz) bildet. Hier war bereits vor dem 10. Jahrhundert ein Gerichtssitz.

## Geschichte
Die römische Via Claudia Augusta über den Reschenpass, die an Finstermünz vorbeiführte, war bis ins 2. nachchristliche Jahrhundert einer der wichtigsten Alpenübergänge. Erst mit dem Ausbau der Brennerstraße hatte die Verbindung nur noch regionale Bedeutung.
Im Frühmittelalter bildete sich aus der Raetia prima der Herrschaftsbereich Churrätien, der dem Bistum Chur unterstand, welches das Inntal vom Südwesten her bis Finstermünz regierte. Von dort ab nach Nordosten gehörte die frühere Raetia zum Bistum Säben-Brixen. Um 550 stand die Westhälfte der antiken Raetia bis an den Lech unter fränkischer Hoheit, die östliche gehörte zum Herzogtum Baiern. Vom 9. bis zum 11. Jh. war Altfinstermünz Gerichtsstätte für die Region Unterengadin, Nauders und Pfunds. Im Jahr 1078 stationierte Herzog Welf von Bayern im Kriegszug gegen die Bischöfe von Chur in der „Clusa“ (Enge oder Klause von Altfinstermünz) eine Besatzung. Im Jahr 1159 wurde Altfinstermünz als „Vinestana silva“ („Wald von Finstermünz“) erstmals urkundlich erwähnt. Das Wort Finstermünz kommt vom indoeuropäischen mintsja in der Bedeutung „aufragender Fels“. Etymologisch plausibel ist auch eine Herleitung von Venosta bzw. Vinschgau, also Vinschgermünz, Zollstation auf dem Weg ins / vom Vinschgau.
Ab ungefähr 1300 wurden hier schon Zölle eingehoben; die ältesten Mauttarife sind aber erst ab 1534 überliefert. Erzherzog Sigismund von Österreich ließ nach dem Jahr 1472 an dieser strategisch günstigen Stelle die Grenzbefestigung Siegmundsegg samt einer Brücke über den Inn errichten, zum Schutz vor Einfällen aus dem Engadin. Die Feste klebt am orografisch rechten Felsufer des Inns. Der Brückenturm von 1472 steht mitten im Fluss auf halber Länge einer Holzbrücke, die auf österreichischer Seite gedeckt, auf Schweizer Seite offen ist.
1499 war Finstermünz ein Bollwerk im Engadiner Krieg. 1502 bis 1537 wurde der mächtige Torturm errichtet, die Durchfahrt wurde mit Pechnasen und Wehrplatte gesichert. Die benachbarte Kapelle „Mariä Himmelfahrt“ wurde 1605 gebaut und geweiht. Ab 1652 war Finstermünz die Grenze zwischen der habsburgischen Grafschaft Tirol und dem Freistaat der Drei Bünde. 1845 wurde die Brücke erneuert, 1948/49 saniert, seit 1999 ist sie wieder öffentlich begehbar.
Die alte Zollstätte wurde 1779 aufgelassen und nach Martinsbruck verlegt, Finstermünz wurde zum Gasthaus mit einer Brauerei. Im Zweiten Koalitionskrieg (Napoleonische Kriege) von 1799 machten die Pfundser Schützen 300 Gefangene in Finstermünz.
1854 wurde mit dem Bau der von Karl Ritter von Ghega geplanten und von Baumeister Benedikt Perwög ausgeführten Hochfinstermünzstraße und der Kajetansbrücke (991 m ü. A.) von Pfunds nach Nauders begonnen, wodurch die alte Holzbrücke über den Inn an Bedeutung verlor. Der Verlauf der damals neuen Hochfinstermünzstraße entspricht dem Verlauf der heutigen Bundesstraße. An ihrer Strecke befinden sich die nicht mehr bewirtschaftete Hotelanlage Hochfinstermünz, die Karl-Borromäus-Kapelle und das zwischen 1834 und 1840 entstandene Sperrfort Hochfinstermünz.
Seit Beginn der Neuzeit war der Novellaberg, das steile, fast unbewohnte Gebiet links des Inns, territorial umstritten. Unter der Bezeichnung Gränzanstand bei Finstermünz konnte der Konflikt im Jahre 1868 durch einen Staatsvertrag zwischen Österreich und der Schweiz endgültig geregelt werden: Der Novellaberg wurde der Schweiz zugeschlagen, die Verbindungsstraße von Altfinstermünz nach Pfunds wurde, obwohl ebenfalls auf der linken Innseite, Österreich zugeschlagen. Der Inn bildet heute die Grenze zwischen Finstermünz und dem etwa 12 km südlich gelegenen Martina, wo er erstmals österreichisches Gebiet berührt, während sie ab Finstermünz nach Norden ein Stück weit auf das Westufer wechselt, bis sie am Schergenbach nach Westen abschwenkt.

## Gebäude
Der Turm in der Flussmitte ist zinnenbewehrt und seine Pechnase ragt über die Brücke. Auch auf dem fünfgeschoßigen Wohn- und Wehrturm befindet sich eine Pechnase, die über die Straße ragt. Eine Mauer mit Wehrgang zieht sich zum Felshang hin. Auf dem Felsenvorsprung steht ein Geschützturm, der einstmals mit einem hölzernen Wehrgang versehen war und durch Stollen mit einer Höhle verbunden war, in der eine frühzeitliche Höhlenburg vermutet wurde. Spuren einer solchen wurden allerdings nicht gefunden.
Die Gebäude werden derzeit (Stand 2018) vom 2001 gegründeten Verein Altfinstermünz renoviert.
Die eindrucksvolle Kulisse diente Luis Trenker als Drehort für seinen Film Der Rebell (1932).